# الظاهرية (الإسماعيلية)
الظاهرية إحدى قرى مركز التل الكبير التابع لمحافظة الإسماعيلية بجمهورية مصر العربية.